# Новосельський (Ясненський міський округ)
Новосе́льський (рос. Новосельский) — селище у складі Ясненського міського округу Оренбурзької області, Росія.
Стара назва — Цілинний.

## Населення
Населення — 993 особи (2010; 1087 у 2002).
Національний склад (станом на 2002 рік):
- казахи — 68 %